# Dassault MD 452 Mystère II
MD 452 Mystère II er et fransk militærfly produceret af Dassault.

## Brugere
- Frankrig